# Cyathea tinganensis
Cyathea tinganensis là một loài dương xỉ trong họ Cyatheaceae. Loài này được Ching & S.H. Wu mô tả khoa học đầu tiên năm 1964.
Danh pháp khoa học của loài này chưa được làm sáng tỏ. 